# Дом здравља Пожаревац
Дом здравља Пожаревац је здравствена установа у државној својини, чији је оснивач Град Пожаревац, а у којој се обавља здравствена делатност на примарном нивоу,  посвећена очувању и унапређењу здравља становника општина Пожаревац и Костолац.

## Мисија и визија
Мисија
Дом здравља Пожаревац пружа примарну здравствену заштиту у области превентивних, куративних, дијагностичких и терапијских здравствених услуга свим грађанима на територији општине Пожаревац и Кoстолац захваљујући стручном, квалификованом и професионалном кадру који примењује савремену медицинску технологију у циљу очувања и унапређења здравља.
Он своју мисију остварује кроз стално унапређења квалитета је да промовише значај безбедне и квалитетне здравствене заштите и омогући стварање услова за обуку здравствених радника и здравствених сарадника у здравственим установама, као и информисање јавности о значају и резултатима сталног унапређења квалитета у циљу очувања и унапређења здравља и бољег квалитета живота становника Републике Србије.
Визија
Дом здравља Пожаревац, као водећа установа примарног нивоа здравствене заштите на подручју браничевског округа, обезбеђује велики обухват превентивним и скрининг прегледима, омогућити свеобухватност у дијагностици, лечењу и терапији пацијената и побољшати здравствено стање и квалитет живота грађана.
Кроз стално унапређења квалитета визија Дома је достизање безбедне и сигурне здравствене заштите коју заједничким напорима развијају сви кључни актери у здравственом систему Дома у интересу корисника. Здравствена заштита заснована је на најбољим доказима из праксе и истраживања, и у складу је са највишим професионалним и етичким стандардима.

## Задаци
Основни задаци Дома здравља су:
- идентификација главних здравствених проблема појединаца, заједнице, животне и радне околине и решавање најважнијих и најчешћих здравствених потреба становништва;
- избор приоритета и спровођење приоритетне здравствене заштите;
- организовање, подстицање, усмеравање и координирање активности самозаштите и узајамне заштите, односно обезбеђивање активног учешћа појединца, породице и заједнице у планирању и спровођењу здравствене заштите;
- обезбеђивање сарадње здравствене делатности и нездравствених сектора у заједници у којој људи бораве, живе и раде, што значи сарадња са појединцима, њиховим породицама и заједницом при спровођењу здравствене заштите и у оквиру тога повезивање са свим оним чиниоцима који доприносе социоекономском развоју друштва, чиме здравствена заштита подупире развој;
- спровођење дијагностике, лечења и рехабилитације;
- брзо и ефикасно интервенисање у ургентним стањима;
- евалуација здравственог стања становништва.